# 海老原治善
海老原 治善（えびはら はるよし、1926年6月6日 - 2005年8月）は、教育学者。東京出身。東京教育大学卒。国民教育研究所員、関西大学助教授、教授、1983年東京学芸大学教授、1990年定年退官、東海大学教育研究所教授。1997年退職。海後勝雄らの教育史研究会に参加、教育政策史を研究。著作集全8巻がある。

## 著書
- 『現代日本教育政策史』三一書房 1965
- 『続・現代日本教育政策史』三一書房 1967
- 『民主教育実践史 国民教育創造のために』1968 三省堂新書
- 『昭和教育史への証言』三省堂 1971
- 『現代日本教育実践史』明治図書出版 1975
- 『教育政策の理論と歴史』新評論 1976 現代教育学叢書
- 『地域教育計画論 子ども・地域に開かれた学校づくり』勁草書房 1981
- 『現代日本の教育政策と教育改革 共に生き、共に学び、共に育つ』エイデル研究所 1986
- 『戦後日本教育理論小史』1988 国土社の教育選書
- 『海老原治善著作集 現代日本教育史選書』全8巻 エムティ出版 1991-1994

## 共編著
- 『受験 能力と学力』佐藤興文共編 1964 三一新書
- 『教育研究サークルの思想』編 明治図書出版 1968 明治図書新書
- 『図表でたどる日本の教育』平原春好,三輪定宣共編著 1975 ほるぷ叢書
- 『講座部落解放教育』全5巻 鈴木祥蔵,横田三郎共編 明治図書出版 1977
- 『総合学習の探究』梅根悟,丸木政臣共編 勁草書房 1977 教育改革シリーズ
- 『生涯教育のアイデンティティ 市民のための生涯学習』エットーレ・ジェルピ共編著 エイデル研究所 1988
- 『生涯学習・学校・地域からの教育改革』編著 エイデル研究所 1990
- 『学校教育と学校事務』実践講座学校事務 第3巻 エムティ出版 1991

## 参考
- 日本人名大事典『海老原治善』 - コトバンク